# Odilia (Vorname)
Odilia ist ein weiblicher Vorname.

## Herkunft und Bedeutung
Odilia ist eine Verkleinerungsform zu Vornamen, die mit dem Namenselement ot „ererbter Besitz“ beginnen.

## Namenstage
- 18. Juli Odilia von Köln († um 451), christliche Märtyrerin
- 13. Dezember Odilia (um 660–720), elsässische Äbtissin und Heilige

## Namensträgerinnen
- Odilia Maria von Efferen († 1684), Herrin der Herrlichkeit Stolberg und der Burg Stolberg
- Odilia von Harff (vor 1610–1652), deutsche Adlige, bis zur Volljährigkeit ihrer Söhne Verwalterin der Herrlichkeit Stolberg und der Burg Stolberg